# رنگینک چانه‌سفید
رنگینک چانه‌سفید (نام علمی: Corapipo leucorrhoa) نام یک گونه از سرده رنگینک‌های پرشی است.